# 劇団K-Show
劇団K-Show（げきだんけいしょう）は日本の劇団。主宰は俳優、声優の伊藤健太郎。2003年に旗揚げ。
2013年に10周年を迎えた。

## 概要
劇団名の由来は健太郎（K）が、企画・プロデュースする見せ物（Show）の意味。
作・演出は「こだましょうた」名義で務める（ただし、作は2004年4月の公演より）。
舞台音楽は当初から森久保祥太郎が担当している。
かつては斎賀みつきが所属しており、過去に鳥海浩輔、納谷六朗、肝付兼太、森田成一、近藤隆、井上和彦、平川大輔といった有名声優も客演している。

## 主な俳優

### 男性
- 伊藤健太郎
- 中村雄三
- 田口臣
- 金岡毅
- 川守田佳希
- 辻尊広

### 女性
- 石井利奈
- 久世和
- 松見悠加
- 高桑まりか
- 河田真奈

## かつて所属していた俳優

### 男性
- 徳本恭敏

### 女性
- 斎賀みつき（2005年8月の公演から2008年8月の公演まで）

## 上演公演
2003年
- Kiss me home（3月）

2004年
- 北千住リバーサイドスパークスの奇蹟（4月）
- からすがなくからかえろう（9月）

2005年
- 神様のゆううつ〜信仰心進行中〜（4月）
- きらきら星の下で（8月）

2006年
- きみとぼくの声（1月）
- この橋、渡るべからず。（6月）
- 壊れた時計が動くとき（11月）

2007年
- 恋焦がれて鯉のぼり（5月）
- 気になる病は気から出たマコト（10月）

2008年
- 改訂版 からずがなくからかえろう（4月）
- かかしのうた（8月）
- クリスマスに苦しみます（12月）

2009年
- 今日の終電 明日の始発（5月）
- かりんとう（10月）

2010年
- 神様のゆううつ〜信仰心進行中〜（3月）
- こちら、幸せ放送局！（8月）
- こちら、不幸せ放送局！（8月）

2011年
- 快刀乱麻を断つ頃に（1月）
- かたみちでんわ（11月）

2012年
- 婚活、トンカツ、最後に愛は勝つ!!（5月）
- 今宵の月に、姫はいるのか。（10月）

2013年
- 気になる病は気から出たマコト（4月）
- かりんとう2013（10月）

2014年
- かける（9月）

2015年
- 起立！気を付け！礼！(4月)

2016年
- K荘へようこそ～珍貸物件の奇妙な1日～(2月)
- キンダーガーデンのお姫様(6月)
- 心ひとつに～開演５分前だが誰もいない件について～(11月)

2017年
- きみとぼくの声(5月)
- からっぽの冒険(10月)

2018年
- カメとウサギのつくもがみ(5月)

## 関連商品
- 演劇DVD 劇団K-Show 7th.PRODUCE 「かかしのうた」（MMBV-4007、2008年12月19日）
- 演劇DVD 劇団K-Show 8th.PRODUCE 「今日の終電 明日の始発」（MESV-0004、2010年4月28日）
- 演劇DVD 劇団K-Show 10th.PRODUCE 「神様のゆううつ〜信仰心進行中〜」（MESV-0008、2010年12月24日）
- 演劇DVD 劇団K-Show 12th.PRODUCE 「快刀乱麻を断つころに」（MESV-0009、2011年7月28日）
- 演劇DVD 劇団K-Show 13th.PRODUCE 「かたみちでんわ」（MESV-0015、2012年6月27日）
- 演劇DVD 劇団K-Show 14th.PRODUCE 「婚活、トンカツ、最後に愛は勝つ！！」（MESV-0021、2012年12月21日）
- 演劇DVD 劇団K-Show 15th.PRODUCE 「今宵の月に、姫はいるのか。」
- 演劇DVD 劇団K-Show 16th.PRODUCE 「気になる病は気から出たマコト（再演）」